# کورگوسک
کَورَگوسِک از روستاهای غرب شهر اربیل در عراق است. این روستا در بخش کورگوسک شهرستان خبات استان اربیل واقع شده‌است.
حوزه نفتی اربیل در این بخش قرار گرفته و پالایشگاه اصلی اربیل نیز در همین بخش قرار دارد.
در سال ۲۰۱۳ برای اسکان پناهجویان کُرد سوریه اردوگاهی در بیست کیلومتری غرب اربیل در بخش کورگوسک برپا شد.
در این اردوگاه حدود پانزده هزار پناهنده در چادرهای خاکی‌رنگ با آرم کمسیاریای عالی پناهندگان سازمان ملل متحد اسکان داده شده‌اند، که اکثراً زن و کودک هستند.